# Helictes meridionator
Helictes meridionator är en stekelart som beskrevs av Aubert 1961. Helictes meridionator ingår i släktet Helictes och familjen brokparasitsteklar. Inga underarter finns listade i Catalogue of Life.